# 치리키주

치리키주의 위치

치리키주(스페인어: Provincia de Chiriquí)는 파나마 서부에 위치한 주로 주도는 다비드이며 면적은 6,490.9km2, 인구는 416,873명(2010년 기준)이다. 13개 구를 관할한다. 북쪽으로는 보카스델토로주와 응가베부글레 특구, 동쪽으로는 베라과스주, 남쪽으로는 태평양과 접하며 서쪽으로는 코스타리카와 국경을 접한다.

주기